# Внутренняя картина болезни
Вну́тренняя карти́на боле́зни (ВКБ) — совокупность представлений человека о своём заболевании, результат творческой активности, которую проделывает пациент на пути осознания своей болезни. Феномен ВКБ представляет собой один из самых разработанных в психосоматическом поле. Термин введён Р. А. Лурией в 1935 году. Исследования ВКБ развиваются преимущественно в русле российской клинической психологии.
Врач, учитывающий внутреннюю картину болезни пациента, имеет возможность более полно понять этиологию, патогенез болезни и скорректировать ход лечения, основываясь на особенностях личности больного. Этот феномен представляет оценку болезни и субъективного здоровья, что может оказывать влияние на дальнейшее представление о своём состоянии в ходе течения болезни. Динамика феномена зависит от пола, возраста, тяжести болезни, её продолжительности, так и от характеристик личности, таких как, например, система ценностей и мотивов.
Коррекция позиции по отношению к своей болезни психологическими средствами ведет к улучшению состояния, профилактике рецидивов, облегчению тяжести страданий, а также снятию тревоги. Изучение внутренней картины болезни является значимой областью не только для медицинских работников и психологов, но и становится центральным звеном в анализе личностной проблематики больного: для исследователей субъективная картина болезни начинает выступать в качестве увеличительного стекла, позволяющего заглянуть во внутренний мир больного.

## Внутренняя картина болезни и внутренняя картина здоровья
Внутренняя картина здоровья (ВКЗ) не «обратное» понятие внутренней картине болезни, а представляет собой самостоятельный результат познавательной активности человека. ВКЗ можно определить как совокупность представлений человека о своем нормальном и патологическом состоянии, так и образ динамики и тяжести своей болезни, понимание своих ресурсов психических и физических. ВКБ, согласно определению, представляет собой часть феноменологии, охваченного ВКЗ.

## Общая характеристика внутренней картины болезни
Содержание и динамика внутренней картины болезни не обнаруживает свою специфичность в зависимости от болезни. ВКБ является динамичной и содержательно изменяется в зависимости от возраста, пола, тяжести болезни или её длительности, прогнозов в отношении болезни и т.д. Влияние психологического фактора на начальном этапе развития болезни особенно велико, что происходит из-за того, что познавательная активность больного начинается на этой стадии и здесь же обнаруживает личностную специфичность. На поздних этапах длительной болезни влияние личностного фактора снижается, однако внутренняя картина болезни становится поддерживающим условием больного, но может стать и дополнительным фактором в формировании аномалий личности. Содержание внутренней картины болезни само по себе может провоцировать психогенные расстройства или быть провокатором дополнительных болезненных ощущений.
ВКБ и внешняя картина болезни, которую описывает врач, могут не совпадать, представление пациента могут казаться неадекватными с точки зрения врача, то есть отличаться от медицинской модели болезни.

## История введения понятия
Феномен субъективной картины болезни впервые описал немецкий врач А. Гольдшейдер (1926 г.), назвав его «аутопластическая картина болезни». Далее в течение XX века возникло большое количество терминов от разных авторов: «внутренняя картина болезни», «переживание болезни»; «реакция адаптации», «позиция к болезни», «отношение к болезни», «сознание болезни» (Краснушкин 1950, Познанский 1966), «образ собственного заболевания», «аутогенное представление о болезни» (М. Балинт, 1960). Все эти авторы описывали тот или иной аспект явления, самым интегративным и всеобъемлющим из них является концепция «внутренней картины болезни».
Сам термин «внутренняя картина болезни» был введён врачом-терапевтом Романом Альбертовичем Лурией в 1935 году в книге «Внутренняя картина болезней и иатрогенные заболевания». Автор при этом выделял:
1. Внешнюю картину болезни, под которой понимал объективные данные, которые врач получает с помощью специальных методов исследования, все то, что можно зафиксировать и описать;
2. Внутреннюю картину болезни, под которой он понимал переживания больного по поводу болезни, всю совокупность ощущений и общее самочувствие, представления о причинах болезни. Это «весь огромный внутренний мир больного, который состоит из весьма сложных сочетаний восприятия и ощущений, эмоций, аффектов, конфликтов, психических переживаний и травм»[2].

## Модели внутренней картины болезни

### Развитие теоретического осмысления психологических аспектов внутренней картины болезни

#### Модель Р. А. Лурии
Представление Р. А. Лурии о структуре ВКБ отображалось во введении двух компонентов, отражающих дихотомию соматического и психического, которая существовала в медицине на тот момент:
- сензитивного, который включает в себя ощущения, исходящие из конкретного заболевания или патологического изменения общего состояния больного, причём именно те, что переживает субъект[1];
- интеллектуального, который создаётся больным в размышлении о своей болезни, самочувствии и состоянии (по-другому называется рациональной оценкой болезни), причём бывает, что данные представления не имеют реальной соматической базы. Он является надстройкой над сензитивным уровнем[2].

#### Информационно-кибернетическая модель внутренней картины болезни, представленная Т. Н. Резниковой и В. М. Смирновым
В данной модели центральным понятием является «церебральное информационное поле болезни» (представлено чувственной тканью, сензитивностью, так и культуральными убеждениями относительно болезни, собственным опытом), которое дает развитие и материал для развития «психологического информационного поля болезни» (условно можно представить как означение чувственной ткани, которое человек совершает). Основой оценки является собственная «схема тела». Внутренняя картина болезни рассматривается здесь как элемент самосознания, сформированный в результате самопознания.
Через «модель болезни», «модель результатов», «модель ожидаемых результатов лечения», «модель полученных результатов лечения» как составляющие «психологического поля болезни» проходит формирование отношения к болезни, которое может быть, согласно модели, «адекватным» и «неадекватным». Данная модель так же содержит указание на влияние личностных факторов, а именно потребностей и эмоционального опыта.

#### Концепция В. В. Николаевой
Данная модель включает в себя четыре компонента:
1. Сенсорный — совокупность всех ощущений, основной материал предъявляемых жалоб. Включает в себя собственно телесные ощущения и эмоциональный тон ощущений, представляясь в виде образа телесного самочувствия, обремененного негативными характеристиками[1].
2. Эмоциональный — эмоциональная реакция на болезнь[1].
3. Рациональный, интеллектуальный — совокупность информации о болезни у больного, выраженная в представлениях и знаниях о болезни, собственном опыте болезни и ожидаемых результатах лечения[1].
4. Мотивационный — связан с определенным отношением больного к своему заболеванию, с изменением поведения и образа жизни в условиях болезни и актуализацией деятельности по возвращению и сохранению здоровья. Включает в себя личностный смысл, встраивание болезни в смысловую структуру личности[1].

#### Концепция внутренней картины болезниА. Ш. Тхостова, Г. А. Ариной
В данной концепции процесс формирования внутренней картины болезни изучается как форма познавательной деятельности, что относит изучение феномена к накопленным в общей психологии представлениям о процессе, так и снимает разобщенность интеллектуального и эмоционального компонента. Модель внутренней картины болезни предполагается как многоуровневое образование, основу которого создает взаимодействие чувственной ткани, первичного и вторичного означения, личностного смысла.
Предполагается, что в становлении внутренней картины болезни можно условно выделить несколько этапов:
1. Появление чувственной ткани, что проявляется в неопределенном характере телесных ощущений без четкой локализации. Чувственная ткань представляется как основа построения образа болезни.
2. Этап первичного означения чувственной ткани — этап, при котором идет опосредование качества телесного переживания, в результате которого приобретается определенность, конкретность ощущений, появляется возможность осознания. Как результат появляется соматоперцептивный образ, который может определять изменение интенсивности чувственной ткани.
3. Этап вторичного означения характеризуется опосредованием телесных проявлений системой культурных представлений о болезни, стереотипов. В результате меняется качество ощущений, телесные проявления становятся симптомами болезни. На этом этапе рождается концепция болезни.
4. Порождение личностного смысла болезни определяет индивидуальное качество восприятия болезни и заключается в том, что образ болезни связывается с центральными смыслами, стержневыми мотивами и ценностями индивида. Например, довольно распространенным является смысл болезни как преграды на пути самореализации, ограничение[17].

То есть было предложено рассматривать внутреннюю картину болезни как сложное отношение уровней психического отражения: чувственного, эмоционального, интеллектуального и мотивационного (или уровня личностных смыслов). Связь между компонентами позволяет оценить динамику развития внутренней картины болезни, предполагает симметричность отношений от чувственной ткани к личностному смыслу идет через означение, также от личностного смысла к чувственной ткани.

#### Модель житейского смысла Г. Левинталя (Common Sense Model)
Данная модель видит пациента в роли конструирующего понимание своего состояния на основании приобретенного культурного опыта относительно данной болезни, реакции ближайшего окружения (в том числе и врача) и собственного опыта с целью осмысления болезни. Процессы интерпретации и оценки своих переживаний, симптомов и их модификации представляют собой процессы саморегуляции, проходят с целью выбора копинг-стратегии. Объектом саморегуляции выступают эмоции, ощущения, симптомы, настроение, представление которых идет на уровне эмоций и представлений. В ответ на каждый уровень представления объекта предлагаются репрезентации и копинг-стратегии, процессы на каждого могут конкурировать между собой
Выделяются несколько типов содержания представлений, каждый из которых протекает на указанных ранее двух уровнях: идентичность болезни (система категориальных обозначений ощущений), причина, временное течение болезни, прогноз, процесс лечения. Специфика репрезентаций на каждом из представлений определяет психическое благополучие, эмоциональные переживания и особенности функционирования.
На основе данной модели был составлен опросник «когнитивных представлений о болезни». Он применяется для психодиагностики «оценки эффективности совладания в ситуации болезни» для отображения результатов в контексте саморегуляции. Вопросы отображают шкалы «беспомощность», «принятие», «воспринимаемые преимущества», связываясь с локусом контроля, тревожно-депрессивной симптоматикой и стратегиями совладающего поведения

#### Концепция внутренней картины болезни в контексте саморегуляции
В модели, представленной совместно А. Ш. Тхостовым, Г. А. Ариной, В. В. Николаевой, внутренняя картина болезни рассматривается следствие взаимодействия таких механизмов саморегуляции, как:
- Телесное опосредование как отражение динамики влияния особенностей интрацептивной перцепции на отношение к болезни;
- Эмоциональное опосредование как влияние особенностей эмоциональной реакции на отношение к болезни;
- Когнитивное опосредование представлено теми убеждениями, знаниями, представлениями, которые опосредуют отношение к болезни;
- Мотивационно-смысловое опосредование, которое представляется в данной модели в узком ключе.

Введение в контекст общей системы саморегуляции организма, однако в особой социальной ситуации развития, позволяет связать данный феномен с социокультурными факторами, что дает основу для изучения кросс-культурных различий.

#### Семиотическая модель внутренней картины болезни А. Ш. Тхостова
В данной модели в качестве центрального постулата, через который модель разворачивается, выводится, что обозначение симптома предполагает указание не только на собственно телесные ощущения, но и на то, что не входит в них, а именно на болезнь. К разъяснению появления на основе означаемого (телесные ощущения) и означающего (телесный конструкт, сформированная схема тела) знака (означенное телесное ощущение, которое может быть конкретным и поддающимся сравнению) приводится цитата Р.Барта: «означающее само по себе лишено содержания, знак же содержателен, он несет смысл» (Барт, 1989). Таким образом, появление знака является свидетельством трансформации означаемого.
Отношение означаемого и означающего может быть подвергнуто изменению, открывая становление вторичной семиологической системы, иначе мифологической (Барт, 1989). В этой системе полученный в результате означения знак (означенное телесное ощущение) становится сам означаемым и приводит в соединении с означающим (концепция болезни) к появлению знака (симптом) в этой вторичной мифологической системе.
Субъективная картина болезни обретает значение и возможность осознания только преломляясь в структуре мотивов. Конфликтность личностного смысла в силу неоднозначности значения болезни по отношению к иерархии мотивов определяет сложную динамику формирования образа болезни, который вследствие ряда выборов между условной выгодой (позитивный личностный смысл болезни) и отторжением (негативный личностный смысл болезни) все менее становится приближенным к первичному интрацептивному восприятию

### Развитие представления об отношении к болезни
Следующие концепции развивают представление о сознании болезни, связывая факторы, относящиеся к «гнозису болезни» (ощущения, знания о болезни, личный опыт) и отношению к болезни (личностные особенности, специфика заболевания и социальной среды и прочее)

#### Типология реакций на болезнь Н.В. Борисова, Е.С. Груздевой, А. Е. Личко, Н. Я. Иванова
Данная типология построена исходя из предполагаемого влияния таких факторов, как природа заболевания, отношение к болезни и тип личности.
Блок типов отношений, которые не предполагают нарушение адаптации:
- Гармоничный тип реагирования предполагает отсутствие переоценки и недооценки тяжести заболевания, активное содействие рекомендациям по лечению и их исполнение, гибкость в изменении интересов в сторону доступных, забота об окружающих в случае неблагоприятного исхода[23].
- Эргопатический тип предполагает увеличение количества рабочих часов, «уход в работу»[23].
- Анозогнозический тип реагирования состоит в активном отрицании тяжести и прогноза болезни, приписывании причин случайным обстоятельствам, отказе от лечения[23].

Типы реагирования на болезнь, для которых характерно наличие психической дезадаптации:
- Тревожный тип реагирования характеризуется мнительным беспокойством относительно течения и прогноза болезни, что подталкивает таких пациентов к постоянному поиску новой информации о болезни, новых методов лечения, результатов обследования, авторитетного мнения[23].
- Ипохондрический тип реагирования предполагает преимущественную ориентацию на собственные ощущения, имеющие болезненное или неприятное качество, их преувеличенное значение. Для пациентов с таким типом реагирования характерно сочетание упорного стремления лечиться и опасения получения вреда от процесса лечения[23].
- Неврастенический тип реагирования предполагает непереносимость боли, реагирование по типу «раздражительной слабости», когда вспышка гнева на почве недомогания сменяется слезливым раскаянием[23].
- Меланхолический тип реагирования характеризуется пессимистическим видением прогнозов и их активной трансляции несмотря на объективные данные, опровергающие данную точку зрения[23].
- Эйфорический тип реагирования предполагает необоснованно повышенное настроение, которое создает ощущение искусственного, чрезмерно легкомысленное отношение к болезни[23].
- Апатический тип реагирования — особое безразличное отношение пациентов к своему состоянию здоровья, резко суженный круг их интересов[23].
- Обсессивно-фобический тип предполагает фиксацию на крайних, маловероятных вариантах негативного течения болезни и лечения, так и активным привлечением ритуалов к защите от возникающей тревоги[23].
- Сенситивный тип реагирования характеризуется страхами неприятия в связи со своей болезнью[23].
- Эгоцентрический тип занят привлечением к себе максимального количества внимания за счет выставления тяжести и сложности переживания болезни в качестве особого права на исключительную заботу[23].
- Паранойяльный тип характеризуется стремлением объяснить для себя болезнь и неприятные переживания в течение лечения результатом злобного умысла[23].
- Дисфорический тип представляет собой тоскливо-озлобленное настроение[23].

#### Нозогении в концепции А. Б. Смулевича
А. Б. Смулевич предполагает «нозогении», или психогенные реакции, возникающие в ответ на психотравмирующие влияния соматического заболевания, как одну из 4 групп состояний, которые можно отнести к психосоматическим расстройствам. Выделяются психологические, конституциональные, биологические и социальные детерминирующие факторы психогенных реакций. В психологическом измерении первостепенную роль играет отношение к болезни, которое предполагает наличие двух полярностей: переоценки болезни, или гипернозогнозии, и недооценки болезни, или гипонозогнозии.
В соответствии с типологией А. Б. Смулевича рассматриваются три группы синдромов нозогений:
1. Невротические, представленные гипернозогнозией и гипонозогнозией. Гипергнозии предполагают навязчивости и истероипохондрию, что выражается в демонстративности, развернутых жалобах и сопутствующих конверсионных расстройствах. Гипонозогнозия проявляется как диссоциация соматизированной тревоги и небрежного отношения к лечению, то есть синдромом «la belle indifference»[24].
2. Аффективные синдромы также представлены в двух вариантах. Гипернозогнозия проявляется как синдром ипохондрической депрессии. Гипонозогнозия представлена как синдром «эйфорической псевдодеменции»[24].
3. Патохарактерологические синдромы. Гипернозогнозия характеризуется проявлением сверхценных идей (ипохондрия здоровья), наряду с которым выделяется синдром «патологического отрицания болезни»[24]

## Возрастные особенности внутренней картины болезни

### Особенности становления внутренней картины болезни в детском возрасте
Согласно представлению В. В. Николаевой, опирающейся на модель онтогенеза телесности, условно можно выделить несколько периодов:
- 5 — 10 лет. Этот период выделяется в связи с тем, что высшие психические функции недостаточно сформированы, как следствие, не хватает средств для того, чтобы обозначить телесный опыт. Внутренняя картина болезни начинает строиться без опоры на собственный телесный опыт, но через осознание ограничений поведения, с которыми сталкивается ребенок. Следовательно, в данный период большую роль в становлении внутренней картины болезни играет ближайший значимый взрослый или врач, которые с позиции своего опыта и представлений формируют и структурируют внутреннюю картину болезни[25].
- 11 — 16 лет. Возможно изменение поведения по двум направлениям. Во-первых, со стороны возможности реализации ведущей деятельности данного возраста, общения[26]. При ограничении возможна реакция в виде сочетания враждебности с агрессивными тенденциями или в виде вторичной аутизации (произвольный, осмысленный отказ от контактов из-за комплекса неполноценности). Во-вторых, подростковый возраст — возраст направленности в будущее, построения дальнейших планов. Неопределенность прогноза не дает невозможность строить планы, что также остро переживается[25].

### Особенности становления внутренней картины болезни в пожилом возрасте
В пожилом возрасте эмоциональный компонент внутренней картины болезни выходит на первый план, дезорганизуя остальные уровни. Внутренняя картина болезни может продолжаться с окончанием болезни как инструмент привлечения внимания и заботы, но возможен вариант анозогнозии — многое также зависит от преморбидных характеристик личности.

## Внутренняя картина болезни и ятрогении
Понятие ятрогения (иатрогения) было введено О. Бумке в статье «Врач как причина душевных расстройств» для обозначения тех искажений внутренней картины болезни, которые может привнести врач используя своё влияния на пациента. Р. А. Лурия в своей монографии выделяет два типа подобных заболеваний:
1. Первый тип характеризуется тем, что пациент не имеет серьезного органического заболевания, но скорее функциональные расстройства, но неправильно понимает слова врача, принимаю свою болезнь за неизлечимую или тяжелую[2];
2. Второй тип определяется как наличие у пациента тяжелого заболевания, которое усугубляется вслед за состоянием ухудшающееся неосторожными словами врача[2]